# George William Smith
George William Smith (Bathurst, 1762 – Richmond, 26 dicembre 1811) è stato un politico statunitense.

## Biografia
Fu il diciassettesimo governatore della Virginia. Prima di tale carica aveva ricoperto brevemente lo stesso ruolo fino all'elezione di James Monroe. Proveniva dallo stato della Virginia. Si sposò due volte, Sarah Adams e Jane Reade Jones furono le sue mogli, dal primo matrimonio ebbe 8 figli.
La carica effettiva durò sino alla sua morte, avvenuta durante un incendio in un teatro. Le sue ceneri vennero raccolte insieme a quelle delle altre vittime.